# Бакай (Айова)
Бакай (англ. Buckeye) — місто (англ. city) в США, в окрузі Гардін штату Айова. Населення — 86 осіб (2020).

## Географія
Бакай розташований за координатами 42°25′10″ пн. ш. 93°22′33″ зх. д. / 42.41944° пн. ш. 93.37583° зх. д. (42.419473, -93.375828).  За даними Бюро перепису населення США в 2010 році місто мало площу 2,58 км², уся площа — суходіл.

## Демографія
Згідно з переписом 2010 року, у місті мешкало 108 осіб у 44 домогосподарствах у складі 29 родин. Густота населення становила 42 особи/км².  Було 49 помешкань (19/км²).
Расовий склад населення:
| - 100,0 % — білих |

До двох чи більше рас належало 0,0 %. Частка іспаномовних становила 0,0 % від усіх жителів.
За віковим діапазоном населення розподілялося таким чином: 24,1 % — особи молодші 18 років, 64,8 % — особи у віці 18—64 років, 11,1 % — особи у віці 65 років та старші. Медіана віку мешканця становила 35,0 року. На 100 осіб жіночої статі у місті припадало 134,8 чоловіків;  на 100 жінок у віці від 18 років та старших — 141,2 чоловіків також старших 18 років.
Середній дохід на одне домашнє господарство  становив 40 726 доларів США (медіана — 41 786), а середній дохід на одну сім'ю — 40 136 доларів (медіана — 45 000). Медіана доходів становила 41 250 доларів для чоловіків та 20 938 доларів для жінок. За межею бідності перебувало 31,8 % осіб, у тому числі 69,0 % дітей у віці до 18 років та 15,4 % осіб у віці 65 років та старших.
Цивільне працевлаштоване населення становило 36 осіб. Основні галузі зайнятості: сільське господарство, лісництво, риболовля — 16,7 %, виробництво — 13,9 %, освіта, охорона здоров'я та соціальна допомога — 13,9 %.